# Xã Dewey, Quận Roseau, Minnesota
Xã Dewey (tiếng Anh: Dewey Township) là một xã thuộc quận Roseau, tiểu bang Minnesota, Hoa Kỳ. Năm 2010, dân số của xã này là 122 người.